# Église Saint-Romain de Vila

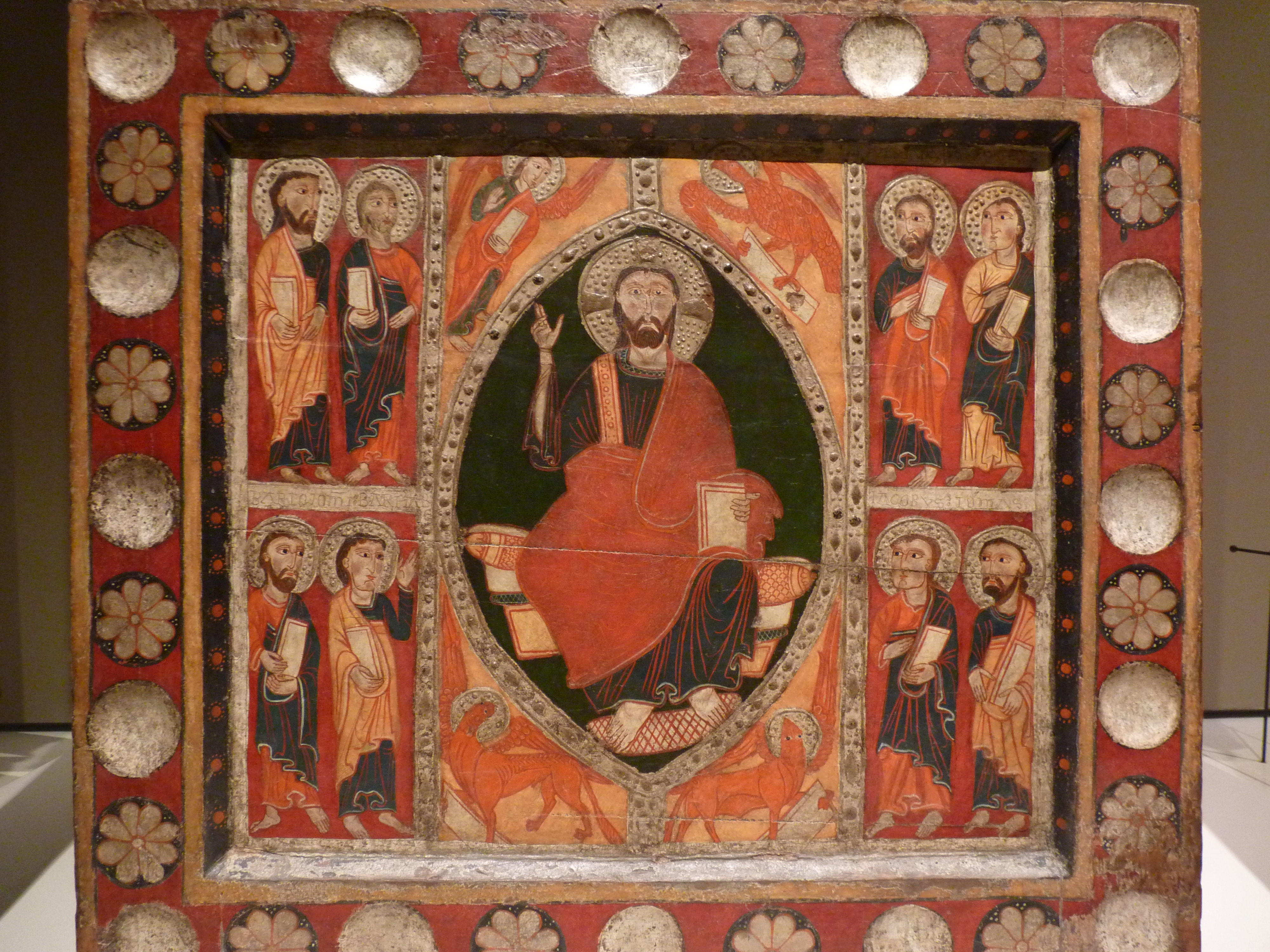
Autel frontal de Sant Romà de Vila exposé à Barcelone

L'église Saint-Romain (catalan : església de Sant Romà) est une église construite dans le village de Vila (paroisse d'Encamp) en Andorre.

## Histoire
L'église a été construite au XIIIe siècle dans un style architectural roman.
La nef est de plan rectangulaire tout comme l'abside. Il convient de noter que l'abside actuelle s'est substituée à l'originale qui était semi-circulaire dans le style traditionnel de l'architecture romane en Andorre. Celle-ci est orientée à l'est tandis que côté ouest s'élève un clocher-mur comportant une cloche gothique.
L'église de Vila se démarque surtout par son intérieur qui abritait un autel constituant le seul exemple de peinture romane sur bois de tout le pays. L'original est aujourd'hui exposé au musée national d'art de Catalogne à Barcelone tandis qu'une reproduction a été placée dans l'église. Cette peinture, datée comme l'église du XIIIe siècle représente notamment le Christ en gloire accompagné d'un tétramorphe auxquels viennent s'ajouter des motifs décoratifs végétaux et une représentation de l'Assomption de Marie.

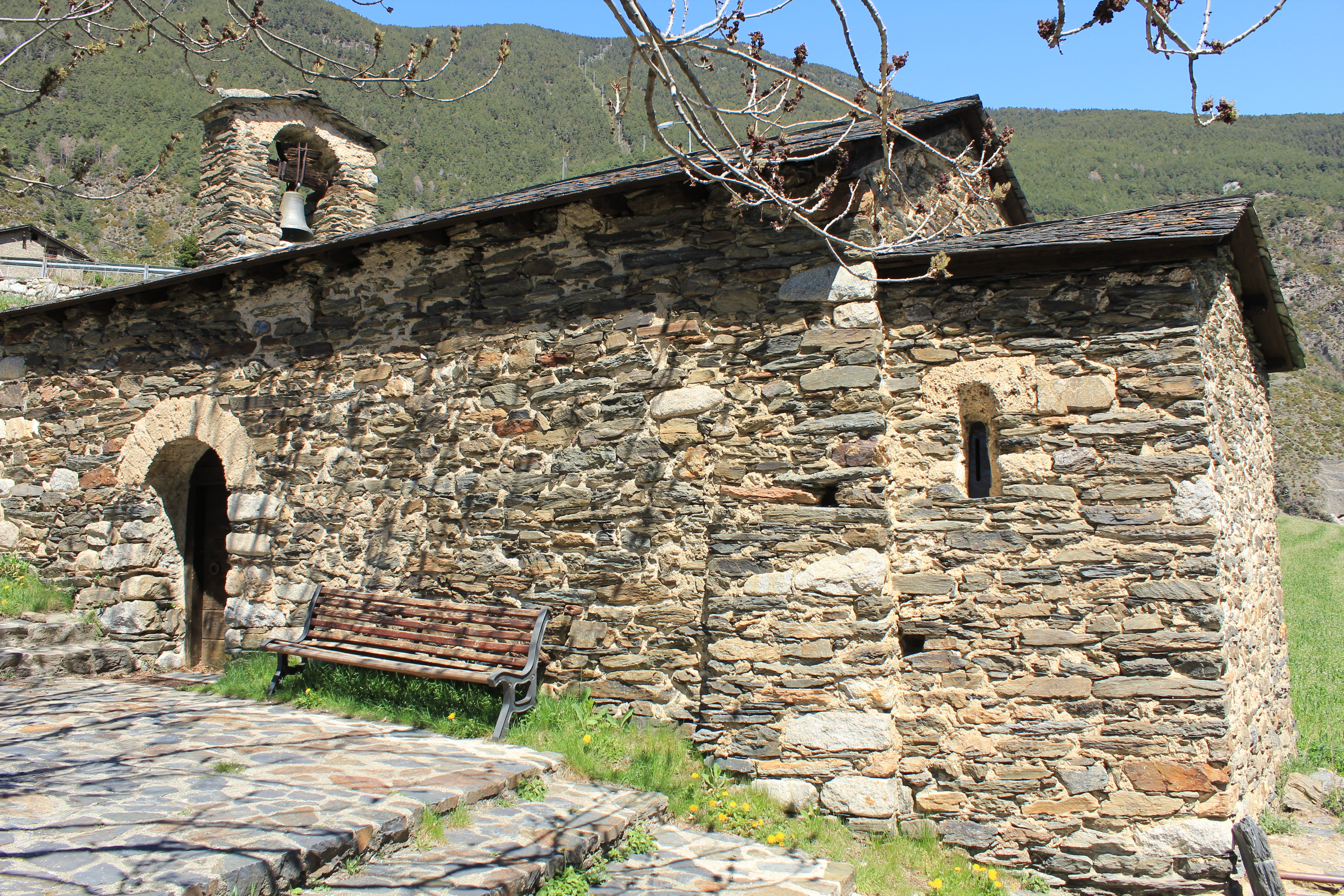
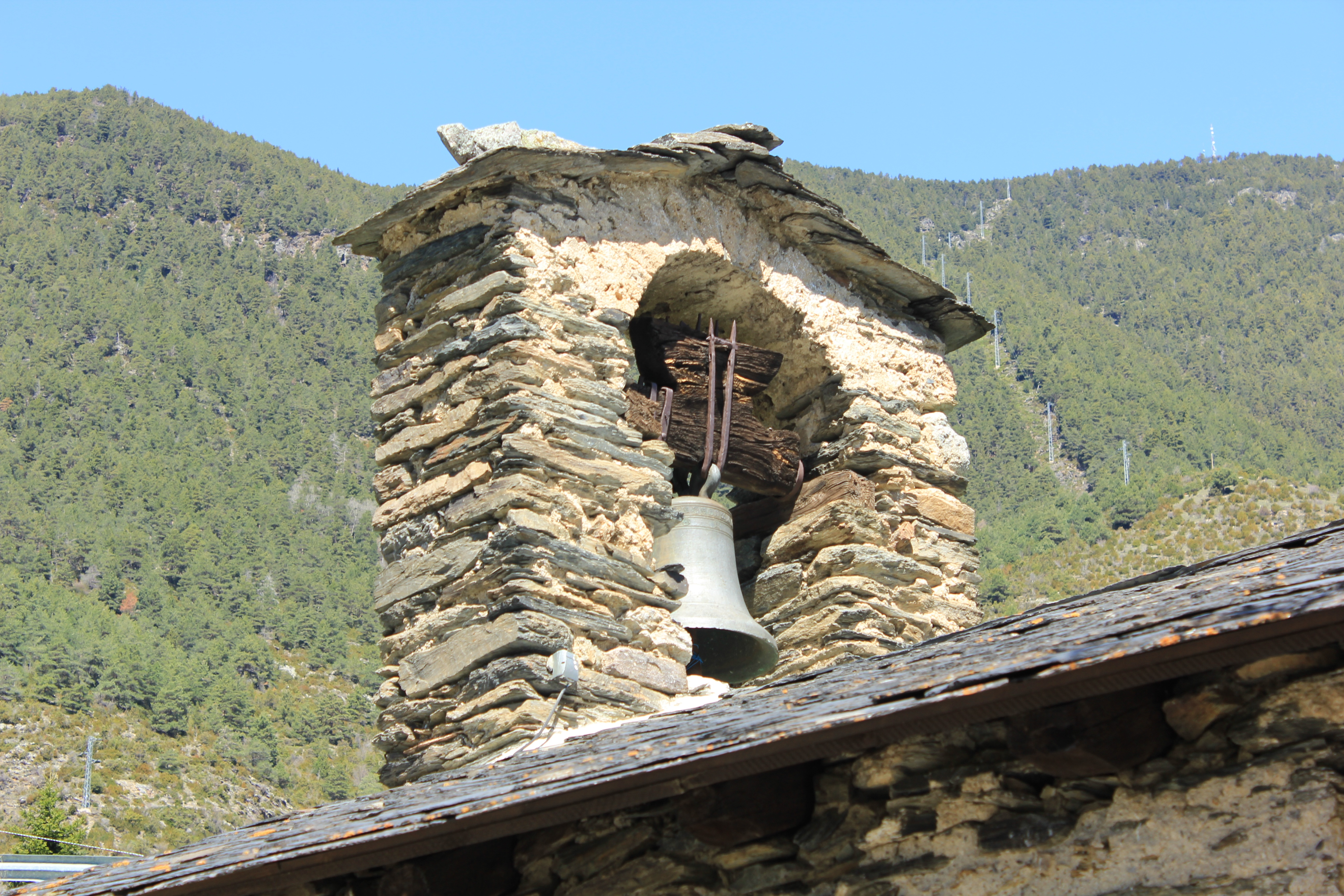
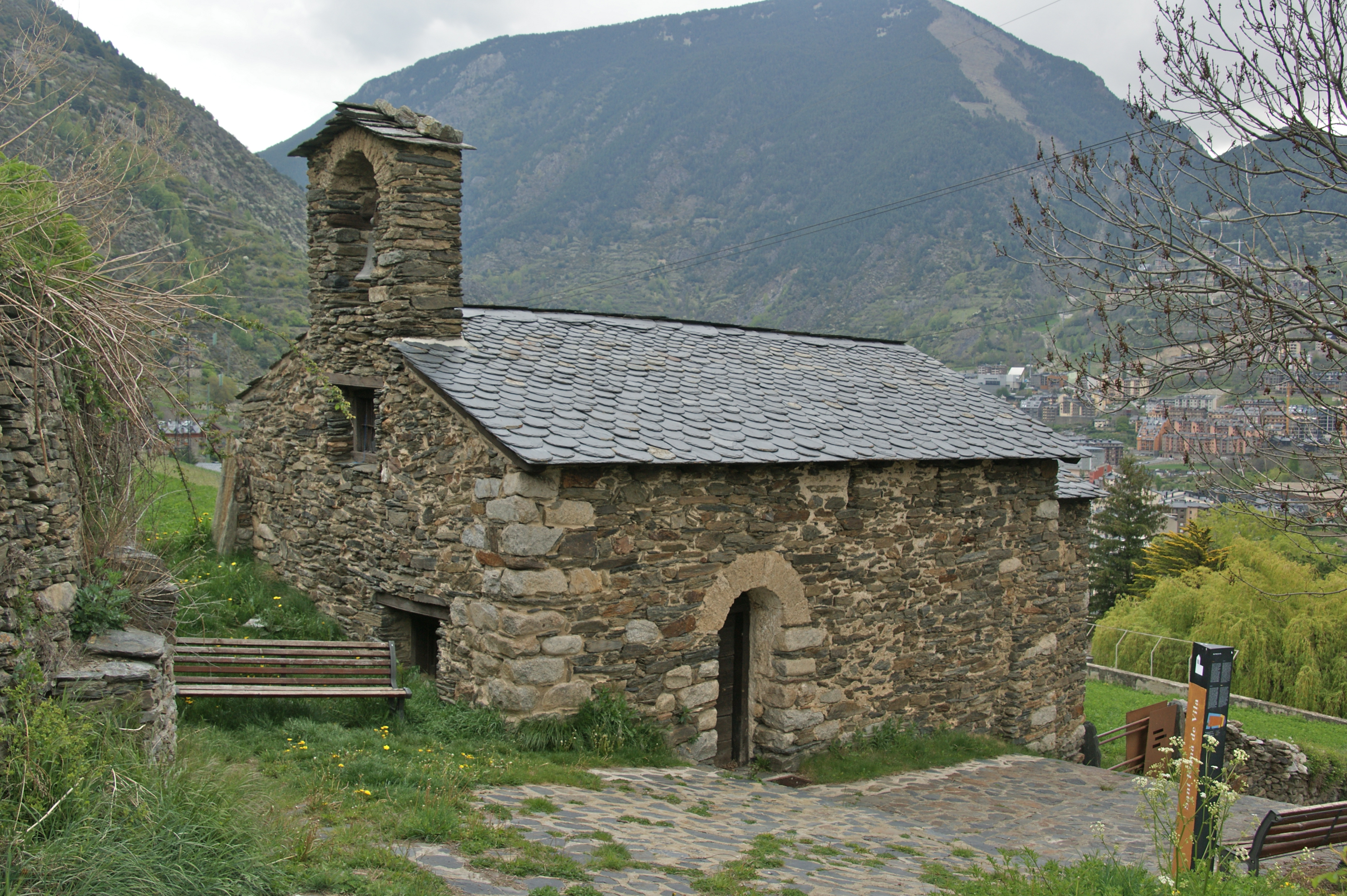